# Teoria do apego
Teoria do apego (português brasileiro) ou teoria da vinculação (português europeu) é a teoria que descreve certos aspectos a curto e longo-termo de relacionamentos entre humanos e entre outros primatas. Seu princípio mais importante declara que um recém-nascido precisa desenvolver um relacionamento com, pelo menos, um cuidador primário para que seu desenvolvimento social e emocional ocorra normalmente. A teoria do apego é um estudo interdisciplinar que abrange os campos das teorias psicológica, evolutiva e etológica. Imediatamente após a Segunda Guerra Mundial, as crianças órfãs e sem lar apresentaram muitas dificuldades, e o psiquiatra e psicanalista John Bowlby foi convidado pela Organização das Nações Unidas (ONU) a escrever um panfleto sobre o assunto. Posteriormente, ele formulou a teoria do apego ou teoria da vinculação.

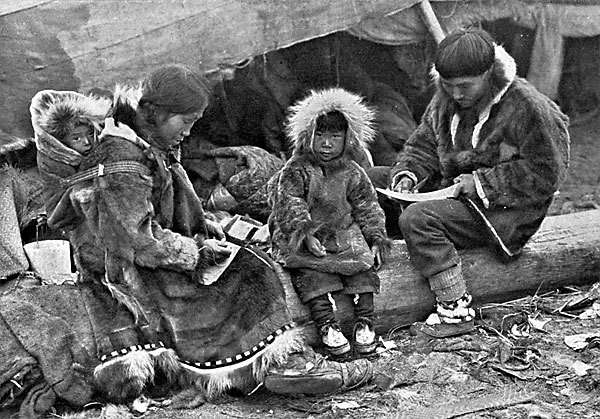
Para bebês e crianças de colo, a "meta" do sistema comportamental de apego é manter ou alcançar proximidade com figuras de apego, geralmente os pais.

Os bebês apegam-se a adultos que são sensíveis e receptivos às relações sociais com eles, e que permanecem como cuidadores compatíveis por alguns meses durante o período de cerca de seis meses a dois anos de idade. Quando um bebê começa a engatinhar e a andar, ele começa a usar as figuras de apego (pessoas conhecidas) como uma base segura para explorar mais e voltar de novo a eles. A reação dos pais leva ao desenvolvimento de padrões de apego; estes, por sua vez, levam aos modelos internos de funcionamento, que irão guiar as percepções individuais, emoções, pensamentos e expectativas em relacionamentos posteriores. A ansiedade pela separação ou dor após a perda de uma figura de apego é considerada uma reação normal e adaptável para um recém-nascido apegado. Estes comportamentos podem ter evoluído porque aumentam a probabilidade de sobrevivência da criança.
O comportamento infantil associado ao apego é principalmente a busca por proximidade a uma figura de apego. Para formular uma teoria abrangente sobre a natureza das ligações afetivas prematuras, Bowlby explorou uma variedade de campos, incluindo biologia evolutiva, teoria da relação de objetos (um ramo da psicanálise), teoria de sistemas de controle, e campos da etologia e da psicologia cognitiva. Após documentos preliminares a partir de 1958, Bowlby publicou um estudo completo em três volumes Apego, Separação e Perda (1969–82).
As pesquisas feitas pela psicóloga do desenvolvimento Mary Ainsworth nas décadas de 1960 e 70, reforçaram os conceitos básicos, introduziram o conceito de "base segura" e desenvolveram a teoria de um número de padrões de apego em recém-nascidos: apego seguro, apego inseguro-evitativo e apego inseguro-ambivalente. Posteriormente, foi identificado um quarto padrão, o apego desorganizado.
Na década de 1980, a teoria foi estendida para apego em adultos. Outras interações podem ser interpretadas como componentes do comportamento de apego; estes incluem relacionamentos entre pares em qualquer faixa etária, atração romântica e sexual, e reações quanto à necessidade de cuidado de recém-nascidos, doentes ou idosos. 
Nos primórdios da teoria, psicólogos acadêmicos criticaram Bowlby, e a comunidade psicanalítica o isolou por seu afastamento dos princípios psicanalíticos; no entanto, a teoria do apego tornou-se, desde então, "a abordagem dominante para a compreensão do desenvolvimento social precoce, e deu origem a um grande surto de pesquisas empíricas sobre a formação de relacionamentos estreitos em crianças". Críticas posteriores à teoria do apego referem-se ao temperamento, à complexidade das relações sociais e às limitações dos padrões discretos para as classificações. A teoria do apego tem sido significativamente modificada como resultado de pesquisas empíricas, mas os conceitos tornaram-se geralmente aceitos. A teoria do apego tem formado a base de novas terapias e esclarecido as já existentes, e seus conceitos têm sido usados na formulação de políticas sociais e de amparo de crianças para dar apoio aos primeiros relacionamentos de vinculação das crianças.

## Apego

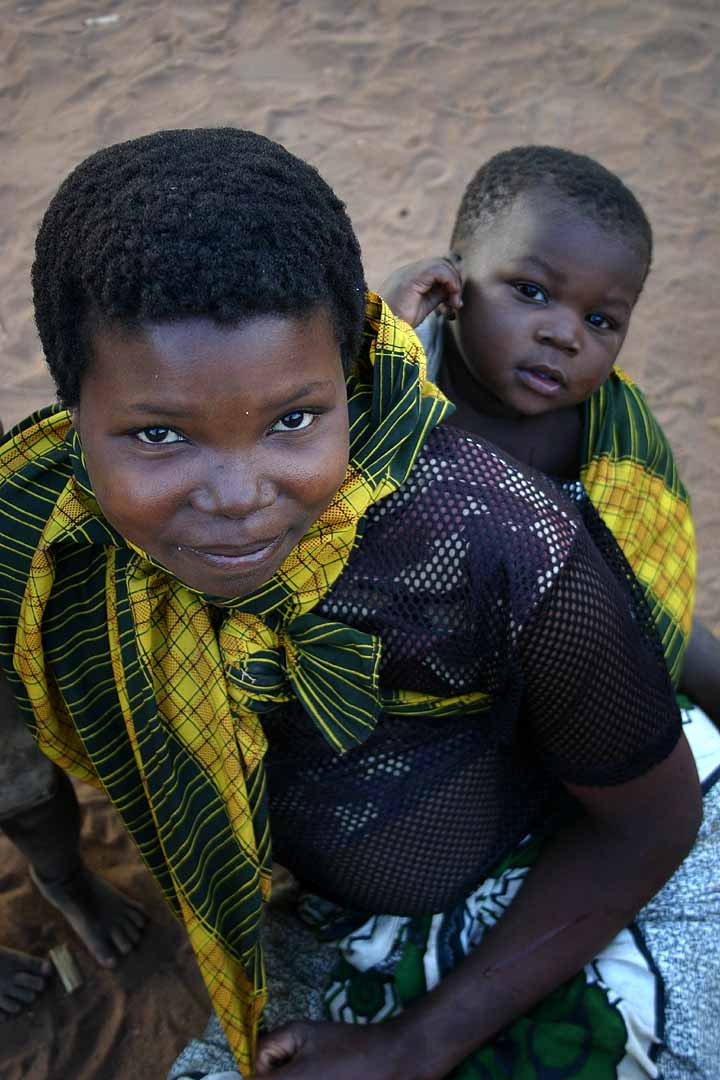
Embora seja comum que a mãe seja a primeira figura de apego, recém-nascidos irão formar vínculos com qualquer cuidador que seja sensível e receptivo a interações sociais com eles.

Dentro da teoria, apego significa um vínculo afetivo ou ligação entre um indivíduo e uma figura de apego (comumente um cuidador). Estes laços podem ser recíprocos entre dois adultos, mas entre uma criança e um cuidador são baseados nas necessidades de segurança e proteção da criança, fundamentais na infância. A teoria propõe que crianças se apegam instintivamente a quem cuide delas, com a finalidade de sobreviver, incluindo o desenvolvimento físico, social e emocional. A meta biológica é a sobrevivência, e a meta psicológica é a segurança. A teoria do apego não é uma descrição exaustiva dos relacionamentos humanos, nem é sinônimo de amor ou afeto, embora estes possam indicar que os vínculos existem. Em relações criança-adulto, o vínculo da criança é chamado de "apego" e o equivalente recípoco do cuidador é classificado como "vínculação de cuidado".
Recém-nascidos estabelecem ligações afetivas com qualquer cuidador compatível que seja sensível e receptivo em interações sociais com eles. A qualidade do compromisso social é mais influente que a quantidade de tempo despendido. A mãe biológica é, normalmente, a principal figura de apego, mas o papel pode ser tomado por qualquer um que se comporte compativelmente de uma maneira "maternal" durante um período. Na teoria do apego, isto significa um conjunto de comportamentos que envolve uma ativa interação social com o recém-nascido e reações imediatas a sinais e abordagens. Nada na teoria sugere que o pai, ou outras pessoas, não estão igualmente suscetíveis a tornarem-se as principais figuras de apego, basta que eles provejam a maior parte do cuidado e da interação social à criança em questão. Alguns recém-nascidos direcionam o comportamento de apego (busca por proximidade) para mais de uma figura tão logo eles comecem a fazer discriminação entre os cuidadores; a maioria vindo a fazê-lo durante seu segundo ano. Estas figuras são organizadas hierarquicamente, com a principal figura de apego no topo.
O conjunto de metas do sistema comportamental de apego é manter um vínculo com uma figura de apego acessível e disponível. "Alarme" é o termo usado para ativação do sistema comportamental de apego causado por medo ou perigo. "Ansiedade" é a antecipação ou o medo de ser descartado pela figura de apego. Se a figura não está disponível ou não responde, ocorre a angústia da separação. Em recém-nascidos, a separação física pode causar ansiedade e raiva, seguidas de tristeza e desespero. Aos três ou quatro anos de idade, a separação física não é mais uma ameaça aos vínculos da criança com a figura de apego. Ameaças à segurança em crianças mais velhas e em adultos surgem a partir de uma ausência prolongada, interrupção na comunicação, indisponibilidade emocional ou sinais de rejeição ou abandono.

### Comportamentos

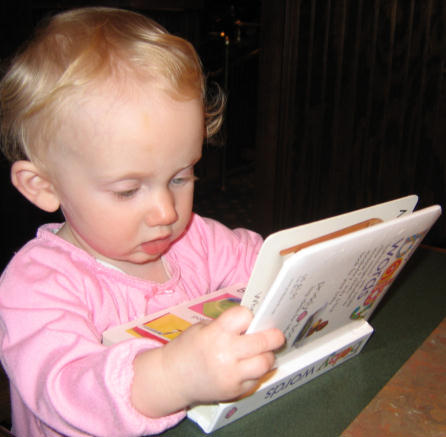
Padrões de apego inseguro podem comprometer a exploração e a conquista da auto-confiança. Um bebê com padrões de apego seguro é livre para se concentrar em seu meio ambiente.

O sistema comportamental de apego serve para manter ou alcançar maior proximidade com a figura de apego. Comportamentos pré-apego ocorrem nos primeiros seis meses de vida. Durante a primeira fase (as oito primeiras semanas), recém-nascidos sorriem, balbuciam e choram para atrair a atenção dos cuidadores. Embora recém-nascidos desta idade aprendam a diferenciar os cuidadores, estes comportamentos são direcionados a qualquer um que esteja próximo. Durante a segunda fase (de dois a seis meses), o bebê aumenta sua habilidade de discriminação entre adultos conhecidos e desconhecidos, tornando-se mais receptivo para com o cuidador; seguir e segurar-se são adicionados à gama de comportamentos. Apego claro e certo desenvolve-se na terceira fase, entre seis meses e dois anos. O comportamento do bebê em relação ao cuidador torna-se organizado em uma base de comportamento intencional para alcançar as condições que o façam se sentir seguro. Ao final do primeiro ano, o bebê é capaz de demonstrar uma série de comportamentos de apego destinados a manter proximidade. Estes manifestam-se como protesto contra a partida do cuidador, saudação pelo seu retorno, agarrar-se a ele quando assustado e acompanhá-lo quando é capaz. Com o desenvolvimento da locomoção, o bebê começa a usar o cuidador ou os cuidadores como uma base segura para explorar. A exploração do bebê é maior quando o cuidador está presente, porque seu sistema de apego está relaxado e livre para explorar. Se o cuidador está inacessível ou insensível, o comportamento de apego é exibido mais fortemente.
Ansiedade, medo, doença e fadiga causarão a uma criança o aumento dos comportamentos de apego. Após o segundo ano, quando a criança começa a enxergar o cuidador como uma pessoa independente, é formada uma parceria corrigida por objetivos mais complexa. Crianças começam a perceber objetivos e sentimentos de outros e planejam suas ações em conformidade. Por exemplo, enquanto recém-nascidos choram por causa da dor, bebês de dois anos de idade choram para chamar seus cuidadores, e se isso não funcionar, choram mais alto, calam-se ou vão atrás do cuidador.

### Princípios
Os comportamentos de apego e emoções humanas são adaptáveis. A evolução humana tem como consequência a seleção de comportamentos sociais que tornam a sobrevivência do indivíduo ou do grupo mais provável. O comportamento de apego mais comumente observado em crianças de colo que ficam perto de pessoas conhecidas teria tido vantagens seguras no ambiente de adaptação primitiva, e tem essas vantagens atualmente. Bowlby considerou o ambiente de adaptação primitiva semelhante ao das atuais sociedades caçadoras-coletoras. Existe uma vantagem de sobrevivência na capacidade de perceber condições possivelmente perigosas, como desconhecimento, solidão ou aproximação rápida. De acordo com Bowlby, a busca por proximidade à figura de apego em face de ameaça é a meta do sistema comportamental do apego.

O sistema de apego é muito robusto e humanos jovens criam vínculos facilmente, até mesmo em circunstâncias nada ideais. Apesar desta robustez, uma separação significante de um cuidador conhecido — ou mudanças frequentes de cuidador que impedem o desenvolvimento do apego — pode resultar em psicopatologias em algum ponto futuro na vida. Recém-nascidos em seus primeiros meses não têm preferência por seus pais biológicos ou por estranhos. As preferências por certas pessoas, além dos comportamentos que solicitam sua atenção e cuidado, são desenvolvidas ao longo de um período considerável de tempo. Quando um recém-nascido está irritado pela sua separação do cuidador, isto indica que a ligação afetiva não depende mais da presença do cuidador, mas é de natureza permanente. 

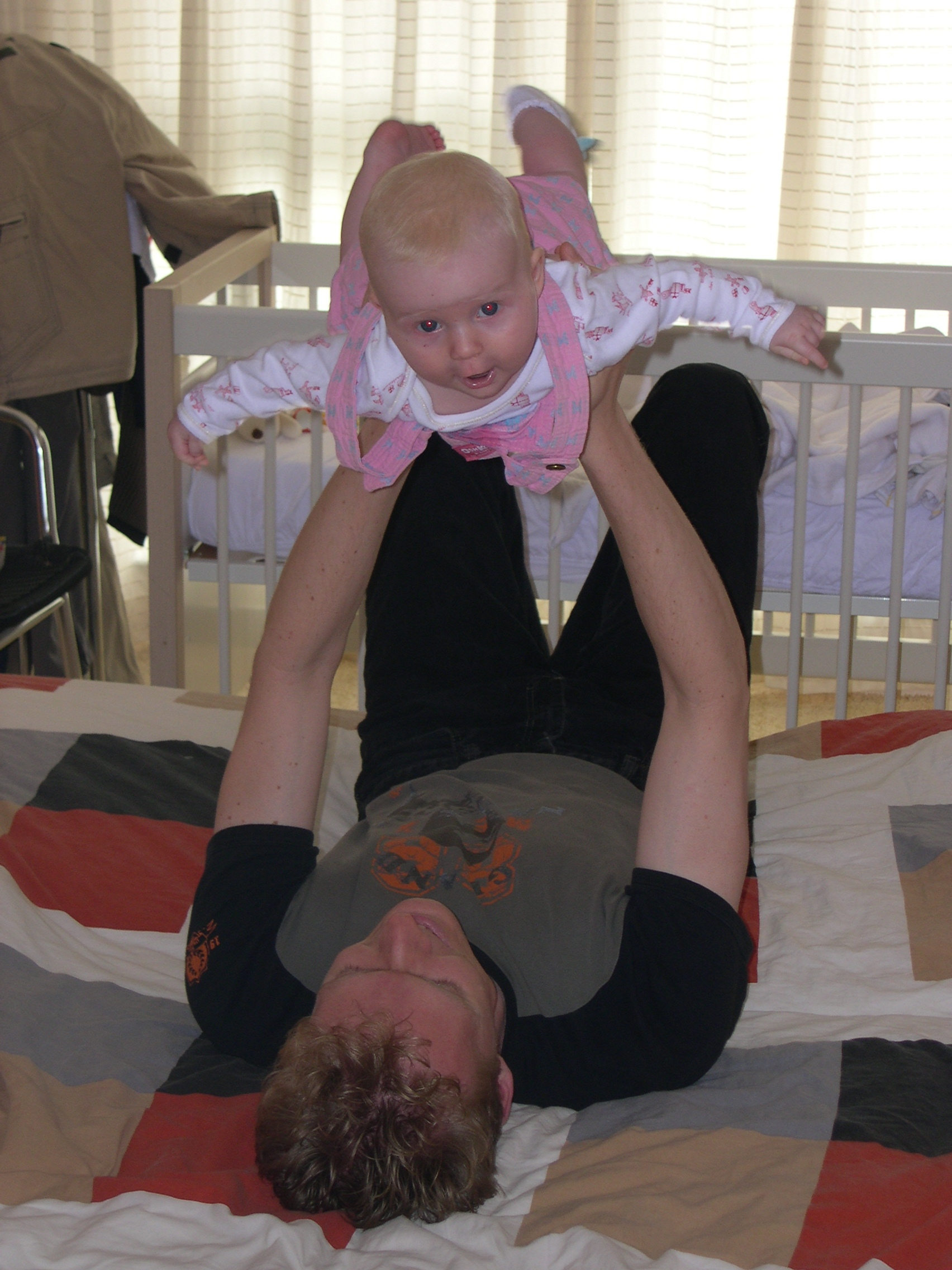
Experiências prematuras com cuidadores dão gradualmente origem a um sistema de pensamentos, memórias, crenças, expectativas, emoções e comportamentos sobre si mesmo e os outros.

O período crítico de Bowlby, que é de seis meses a dois ou três anos, tem sido modificado para uma abordagem menos radical. Há um período sensível durante o qual é altamente desejável que se desenvolvam vínculos seletivos, mas esse período é mais amplo e o efeito é menos fixo e irreversível do que primeiramente proposto. Com pesquisas adicionais, autores, examinando a teoria do apego, têm avaliado que o desenvolvimento social é afetado tanto pelos relacionamentos iniciais quanto pelos posteriores. Os primeiros passos em vinculação ocorrem mais facilmente se o recém-nascido tem um cuidador, ou o cuidado ocasional de um pequeno número de outras pessoas. De acordo com Bowlby, quase desde o início, muitas crianças têm mais de uma figura a quem elas direcionam comportamento de apego. Estas figuras não são tratadas da mesma forma; para uma criança, há uma forte tendência em direcionar o comportamento de apego a uma pessoa em particular, principalmente. Bowlby usou o termo "monotropia" para descrever esta tendência. Pesquisadores e teóricos têm abandonado este conceito na medida em que pode ser tomado no sentido de que o relacionamento com a figura especial difere qualitativamente daquele com outros figuras. Pelo contrário, o pensamento atual postula a existência de hierarquias definidas de relacionamentos.
Experiências prematuras com cuidadores dão gradualmente origem a um sistema de pensamentos, memórias, crenças, expectativas, emoções e comportamentos sobre si mesmo e os outros. Este sistema, chamado de "modelo interno de funcionamento de relacionamentos sociais", continua a se desenvolver com tempo e experiência. Os modelos internos regulam, interpretam e preveem a relação do comportamento de vinculação em si mesmo e na figura de apego. À medida em que eles se desenvolvem alinhados com as mudanças em seu meio ambiente e de desenvolvimento, eles incorporam a capacidade de refletir e comunicar-se sobre relacionamentos de apego passados e futuros. Eles permitem à criança lidar com novos tipos de interações sociais; sabendo, por exemplo, que um recém-nascido deveria ser tratado de forma diferente que uma criança mais velha, ou que interações com professores e pais compartilham características. Este modelo interno de funcionamento continua a se desenvolver até a idade adulta, ajudando a lidar com amizades, casamento e paternidade, os quais envolvem comportamentos e sentimentos diferentes. O desenvolvimento do apego é um processo transitório. Comportamentos de apego específicos começam com comportamentos previsíveis, aparentemente inatos, na infância. Eles mudam com a idade de maneiras que são determinadas, em parte, pelas experiências e, em parte, por fatores situacionais. Por se transformarem com a idade, os comportamentos de apego o fazem moldados pelos relacionamentos. O comportamento de uma criança quando unida ao seu cuidador é determinado não apenas por como o cuidador tratara a criança antes, mas também pelo histórico de efeitos que a criança tem sobre o cuidador.

## Mudanças no apego durante a infância e a adolescência
Idade, crescimento cognitivo e experiência social contínua promovem o desenvolvimento e a complexidade do modelo interno de funcionamento. Os comportamentos de apego, do período recém-nascido/criança de colo, perdem algumas de suas características típicas e assumem tendências relacionadas com a idade. O período pré-escolar envolve o uso de negociação e barganha. Por exemplo, crianças de quatro anos não ficam angustiadas com a separação se elas e seus cuidadores já negociaram um plano comum para separação e reunião.

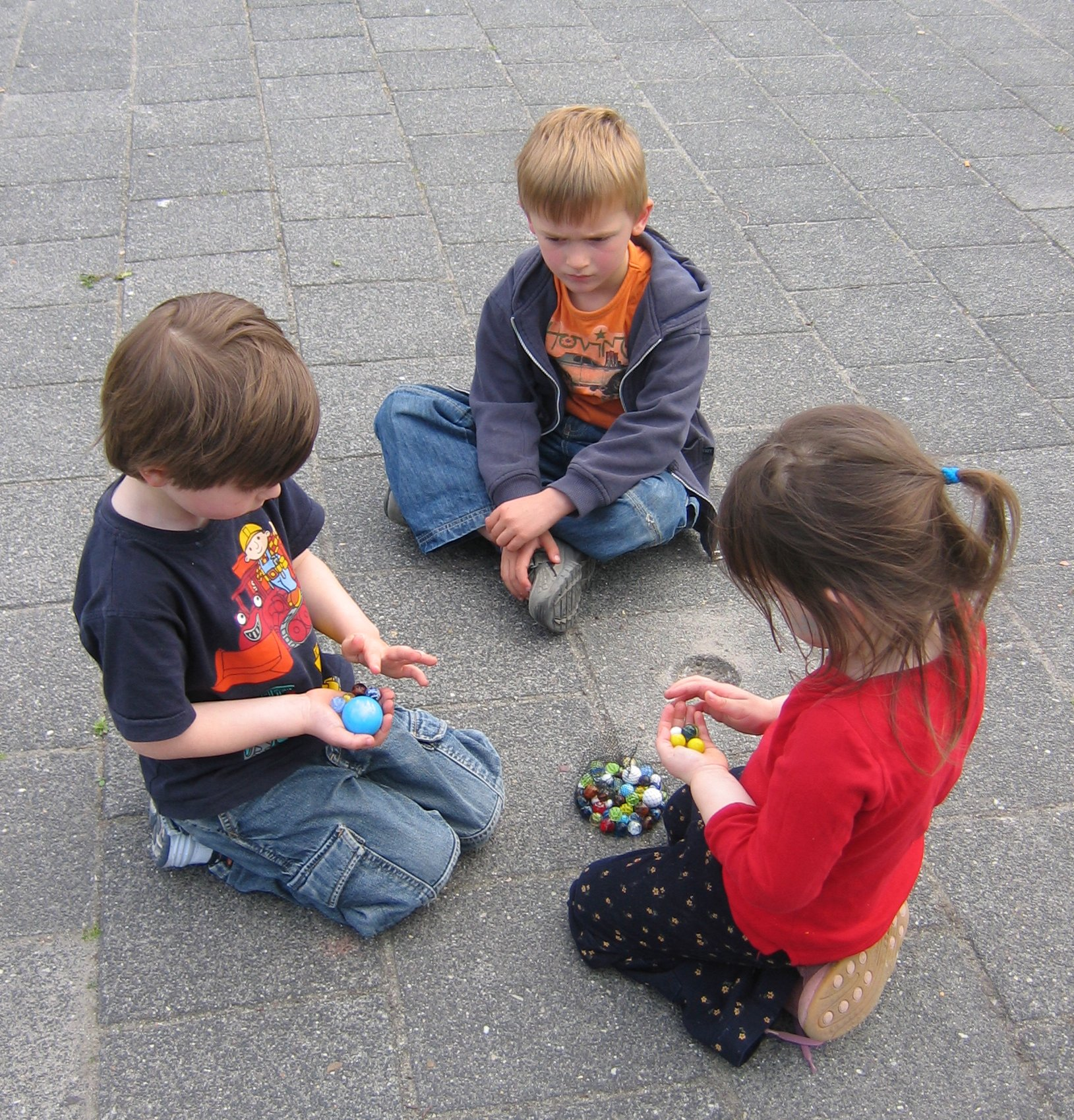
Pares tornam-se importantes na terceira infância e tem uma influência distinta da dos pais.

Idealmente, estas habilidades sociais são incorporadas pelo modelo interno de funcionamento para serem usadas com outras crianças e, mais tarde, com pares adultos. Como as crianças passam para os anos escolares por volta dos seis anos de idade, a maioria desenvolve uma parceria corrigida por objetivos com os pais, em que cada participante está disposto a ceder com o objetivo de manter um relacionamento gratificante. Durante a terceira infância (7–11 anos), a meta do sistema comportamental de apego muda de proximidade com a figura de apego para disponibilidade. Geralmente, uma criança fica satisfeita com longas separações, contanto que o contato — ou a possibilidade de se reunir fisicamente, se necessário — esteja disponível. Comportamentos de apego, como agarrar-se a e seguir o cuidador, diminuem e a auto-confiança aumenta. Durante a terceira infância, pode haver uma mudança em relação à co-regulação mútua da base-segura em que o cuidador e a criança negociam métodos para manter comunicação e supervisão, enquanto a criança se move em direção a um maior grau de independência.
Na primeira infância, figuras paternas permanecem como centro do mundo social da criança, até mesmo se eles passam períodos substanciais de tempo sob cuidado alternativo. Isso diminui gradualmente, particularmente durante a entrada da criança no ensino escolar formal. Os modelos de apego de crianças pequenas são normalmente avaliados em relação às figuras particulares, como pais e outros cuidadores. Parece haver limitações no pensamento de crianças que restrigem sua habilidade de integrar as experiências de relacionamento em um único modelo geral. Geralmente, as crianças começam a desenvolver um único modelo geral das relações de apego durante a adolescência, embora isso possa ocorrer já na terceira infância.
Relações com os pares têm uma influência na criança que é distinta do relacionamento pai-filho, embora este último possa influenciar a forma de relação da criança com seus semelhantes. Apesar de os pares tornarem-se importantes na terceira infância, evidências sugerem que eles não se tornam figura de apego, embora crianças possam direcionar comportamentos de apego aos seus pares, caso as figuras paternas não estejam disponíveis. Vínculos com pares tendem a surgir na adolescência, embora os pais continuem sendo figuras de apego. Com adolescentes, o papel das figuras paternas é estar disponível quando necessário, enquanto o adolescente faz excursões para o mundo exterior.

## Padrões de apego
Grande parte da teoria do apego foi esclarecida pela metodologia inovadora e estudos observacionais de Mary Ainsworth, particularmente aqueles realizados na Escócia e em Uganda. O trabalho de Ainsworth expandiu os conceitos da teoria e permitiu testes empíricos  de seus princípios. Usando a formulação inicial de Bowlby, ela realizou uma pesquisa observacional com pares de pai/mãe-recém-nascido (ou díade) durante o primeiro ano da criança, combinando visitas domiciliares extensivas com o estudo de comportamento em situações particulares. Esta pesquisa inicial foi publicada em 1967 em um livro intitulado Infancy in Uganda (Infância em Uganda). Ainsworth identificou três estilos de apego, ou padrões, que uma criança pode ter com figuras de apego: seguro, evitativo (inseguro) e ambivalente ou resistente (inseguro). Ela desenvolveu um procedimento conhecido como Protocolo de Situação Estranha como a porção laboratorial de seu estudo mais amplo, para avaliar o comportamento de separação e reunião. Esta é uma ferramenta de pesquisa padronizada usada para avaliar padrões de apego em recém-nascidos e crianças de colo. Ao criar tensões projetadas para ativar o comportamento de apego, o procedimento revela como crianças muito novas usam seu cuidador como uma fonte de segurança. Cuidador e criança são colocados em uma sala de brinquedos desconhecida enquanto a pesquisadora registra comportamentos específicos, observando através de um espelho unidirecional. Em oito episódios diferentes, a criança experimenta a separação de/reunião com o cuidador e a presença de um desconhecido estranho.
O trabalho de Ainsworth atraiu muitos estudiosos neste campo nos Estados Unidos, inspirando pesquisas e desafiando o domínio do behaviorismo. Pesquisas subsequentes feitas por Mary Main e colegas da Universidade da Califórnia em Berkeley identificaram um quarto padrão de vinculação, chamado de apego desorganizado/desorientado. O nome reflete a falta de uma estratégia coerente de enfrentamento dessas crianças.
O tipo de apego desenvolvido por recém-nascidos depende da qualidade de cuidado que eles recebem. Cada padrão de apego é associado a certo padrão de comportamento característico, como descrito na tabela abaixo:
| Padrão de apego        | Criança | Cuidador |
| ---------------------- | --- | --- |
| Seguro                 | Usa o cuidador como uma base segura para exploração. Protesta contra a partida do cuidador e busca proximidade, e é confortada na volta, retornando à exploração. Pode ser confortada por estranhos, mas mostra clara preferência pelo cuidador. | Reage de forma apropriada, rápida e consistente às necessidades. O cuidador formou, com sucesso, um vínculo paternal seguro com a criança.                                                                            |
| Ansioso                | Pegajoso, incapaz de lidar com a ausência do cuidador. Procura garantías constantemente. | Excessivamente protetor da criança, não consegue permitir a tomada de riscos nem dar passo rumo à independência. |
| Ambivalente/Resistente | Incapaz de usar o cuidador como uma base segura, busca proximidade antes que a separação ocorra. Irrita-se com a separação com ambivalência, raiva, relutância a aconchegar-se ao cuidador e voltar a brincar em seguida. Preocupa-se com a disponibilidade do cuidador, buscando contato mas resistindo furiosamente quando é alcançado. Não é acalmada facilmente por estranhos. Neste relacionamento, a criança sempre se sente ansiosa porque a disponibilidade do cuidador nunca é consistente. | Inconsistente entre respostas apropriadas e negligentes. Geralmente, irá reagir apenas depois do aumento do comportamento de apego do recém-nascido.                                                                  |
| Evitativo              | Pouca partilha afetiva em jogo. Pouca ou nenhuma irritação com a partida, resposta pequena ou não visível ao retorno, ignorando ou afastando-se sem qualquer esforço para manter contato, se segurada. Trata o estranho semelhantemente ao cuidador. A criança sente que não há apego; portanto, a criança é rebelde e tem baixa auto-imagem e auto-estima. | Pequena ou nenhuma resposta à irritação da criança. Desencoraja o choro e encoraja a independência. |
| Desorganizado          | Estereótipos como se sentisse frio ou balançasse ao retorno. Falta de estratégia de apego coerente demonstrada por comportamentos contraditórios e/ou desorientados, como aproximar-se, mas com o rosto virado. | Comportamento assustado ou assustador, intrusão, afastamento, negatividade, confusão de papéis, erros de comunicação afetiva e maus-tratos. Muito frequentemente associado a muitas formas de abuso contra a criança. |

A presença de um vínculo é diferenciada por sua qualidade. Recém-nascidos formam vínculos se há alguém para interagir com eles, até mesmo se maltratados. Diferenças individuais nos relacionamentos refletem o histórico do cuidado, pois os bebês começam a prever o comportamento de cuidadores através de repetidas interações. O foco é a organização (padrão) ao invés da quantidade de comportamentos de apego. Padrões de apego inseguro são não ideais pois eles podem comprometer a exploração, a auto-confiança e o conhecimento mais profundo do ambiente. Entretanto, padrões inseguros também são adaptativos, pois são reações adequadas à indiferença do cuidador. Por exemplo, no padrão evitativo, ao minimizar expressões de apego, até mesmo em condições de leve ameaça, evitará afastar cuidadores que já estão rejeitando, deixando, assim, em aberto a possibilidade de resposta se uma ameaça mais séria surgir.
Cerca de 65% das crianças na população em geral podem ser classificadas como tendo um padrão seguro de apego, com os 35% restantes sendo divididos entre as classificações inseguras. Uma pesquisa recente procurou verificar até que ponto a classificação de apego dos pais prediz a classificação de seus filhos. As percepções dos pais de seus próprios vínculos na infância foram usados para prever a classificação de seus filhos em 75% do tempo.
A curto prazo, a estabilidade das classificações de apego é alta, mas se torna menor a longo prazo. Parece que a estabilidade da classificação está ligada à estabilidade nas condições do cuidado inferido. Eventos estressantes ou negativos  — como doença, morte, abuso ou divórcio — são associados à instabilidade de padrões da infância ao início da idade adulta, particularmente de seguro a inseguro. Por outro lado, estas dificuldades refletem, algumas vezes, revoltas particulares na vida das pessoas, que podem mudar. Ocasionalmente, as reações dos pais mudam com o desenvolvimento da criança, mudando também a classificação de inseguro para seguro. Transformações fundamentais podem e tomam lugar após o período crítico inicial. Crianças abusadas fisicamente ou negligenciadas são menos propensas a desenvolver vínculos seguros, e suas classificações inseguras tendem a persistir ao longo dos anos pré-escolares. A negligência está associada somente às organizações inseguras, e as taxas de apego desorganizado são marcadamente elevadas em recém-nascidos maltratados.
Esta situação é complicada por dificuldades em avaliar a classificação de apego em grupos etários mais velhos. O procedimento da Situação Estranha é para idades de 12 a 18 meses apenas; há versões adaptadas para crianças em idade pré-escolar. Técnicas têm sido desenvolvidas para permitir averiguação verbal do estado mental da criança com respeito à vinculação. Um exemplo é a "história padrão", em que, a uma criança, é dado o começo de uma história que levanta questões de vínculo e pede-se a ela que a complete. Para crianças mais velhas, adolescentes e adultos, entrevistas semi-estruturadas são usadas, nas quais o tipo de conteúdo retransmitido pode ser tão significante quanto o conteúdo em si. No entanto, não existem medidas substancialmente validadas de apego para a terceira infância ou pré-adolescência (aproximadamente de 7 a 13 anos de idade).
Alguns autores têm questionado a ideia de que uma taxonomia de categorias representando uma diferença qualitativa em relacionamentos de apego pode ser desenvolvida. A análise dos dados de 1.139 crianças de 15 meses de idade mostrou que a variação em padrões de apego era contínua em vez de agrupada. Esta crítica introduz questões importantes para tipologias de apego e mecanismos por trás dos tipos aparentes. Entretanto, isso tem relativamente pouca importância para a teoria do apego em si, que "não exige nem prevê padrões discretos de apego".

### Significado dos padrões de apego
Há um vasto corpo de pesquisa demonstrando uma associação significante entre as organizações do apego e o propósito das crianças em vários domínios. O apego inseguro prematuro não prevê, necessariamente, dificuldades, mas é uma inadequação para a criança, particularmente se comportamentos paternos semelhantes continuam durante toda a infância. Comparado ao ajustamento de crianças com apego seguro, o das crianças com apego inseguro não é tão bem fundamentado em muitas esferas da vida, colocando seus relacionamentos futuros em perigo. Embora a conexão não seja totalmente estabelecida por pesquisas e haja outras influências além do apego, recém-nascidos seguros são mais propensos a se tornar socialmente competentes que seus pares inseguros. Relações formadas com semelhantes influenciam a aquisição de habilidades sociais, desenvolvimento intelectual e a formação de identidade social. A classificação do status (popular, negligenciado ou rejeitado) das crianças tem lançado as bases para prever o ajustamento subsequente. Crianças inseguras, particularmente as evitativas, são especialmente vulneráveis ao risco familiar. Seus problemas sociais e comportamentais aumentam ou diminuem com a deterioração ou melhoria dos cuidados paternos. No entanto, um apego seguro prematuro parece ter uma função de proteção duradoura. Assim como a vinculação a figuras paternas, experiências posteriores podem alterar o curso do desenvolvimento.
O padrão mais preocupante é o apego desorganizado. Cerca de 80% dos recém-nascidos que sofreram maus-tratos são suscetíveis a serem classificados como desorganizados, em oposição a cerca de 12% encontrados em grupos que não sofreram maus-tratos. Apenas cerca de 15% dos recém-nascidos que sofreram maus-tratos são propensos a serem classificados como seguros. Crianças com um padrão desorganizado na infância tendem a apresentar claros padrões de distúrbio nos relacionamentos. Subsequentemente, seus relacionamentos com os pares podem, muitas vezes, ser caracterizados pelo padrão de agressão e retirada chamado "reação de lutar ou fugir". Estas crianças são mais propensas a se tornarem pais que maltratam. Uma minoria dessas crianças não tem, em vez de alcançar vínculos seguros, bons relacionamentos com seus pares e estilo paterno não abusivo. A conexão entre o apego inseguro, particularmente a classificação desorganizada, e o surgimento de psicopatologias na infância é bem estabelecida, embora seja um fator de risco não específico para problemas futuros, não uma patologia ou uma causa direta de patologia em si. Na sala de aula, parece que crianças ambivalentes estão sob um risco elevado para internalização de transtornos, e crianças desorganizadas e evitativas, para externalização de transtornos.
Uma explicação para os efeitos das classificações de apego prematuro pode estar no mecanismo interno de funcionamento. Modelos internos não são apenas "retratos", mas se referem aos sentimentos despertados. Eles permitem à pessoa antecipar e interpretar o comportamento do outro e planejar uma reação. Se um recém-nascido percebe seu cuidador como uma fonte de segurança e apoio, eles são mais propensos a desenvolver uma auto-imagem positiva e esperam reações positivas dos outros. Por outro lado, uma criança que passa por um relacionamento de abuso com o cuidador pode internalizar uma auto-imagem negativa e generalizar expectativas negativas em outros relacionamentos. Os modelos internos de funcionamento nos quais o comportamento de apego é baseado mostram um grau de continuidade e estabilidade. Crianças são propensas a cair nas mesmas categorias que seus cuidadores primários, o que indica que os modelos dos cuidadores afetam a maneira com que eles se relacionam com seus filhos. Bowlby acreditava que os primeiros modelos formados são mais propensos a persistir porque eles existem no subconsciente. Tais modelos não são, entretanto, impermeáveis à mudança, dadas experiências futuras de relacionamento; uma minoria de crianças tem diferentes classificações de apego com diferentes cuidadores.
Há alguma evidência de que as diferenças de gênero em padrões de apego de significância adaptável começam a emergir na terceira infância. Apego inseguro e estresse psicossocial prematuro indicam a presença de algum risco ao redor da criança (pobreza, doença mental, instabilidade, status de minoria, violência, por exemplo). Isto tende a facilitar o desenvolvimento precoce de estratégias de reprodução. No entanto, padrões diferentes têm valores adaptativos diferentes para homens e mulheres. Crianças inseguras do sexo masculino tendem a adotar estratégias evitativas, enquanto as do sexo feminino tendem a adotar estratégias de ansiedade/ambivalência, a menos que eles estejam em um ambiente de alto risco. Sugere-se que a adrenarca é um mecanismo endócrino subjacente à reorganização de apego inseguro na terceira infância.

## Apego em adultos
A teoria do apego foi estendida para relacionamentos românticos em adultos no final dos anos 1980 por Cindy Hazan e Phillip Shaver. Quatro estilos de apego foram identificados em adultos: seguro, preocupado-ansioso, desapegado-evitativo e assustado-evitativo. Eles correspondem grosseiramente às classificações de recém-nascidos: seguro, inseguro-ambivalente, inseguro-evitativo e desorganizado/desorientado.
Adultos com apego seguro tendem a ter uma visão mais positiva de si mesmos, de seus companheiros e de seus relacionamentos. Eles se sentem confortáveis com a intimidade e independência, equilibrando os dois. Adultos preocupados-ansiosos buscam por níveis mais altos de intimidade, aprovação e resposta de seus parceiros, tornando-se excessivamente dependentes. Eles tendem a ser menos confiantes, ter uma visão menos positiva de si mesmos e de seus parceiros, e podem apresentar altos níveis de expressividade emocional, preocupação e impulsividade em seus relacionamentos. Adultos desapegados-evitativos desejam um alto nível de independência, muitas vezes evitando apego completamente. Eles veem a si mesmos como auto-suficientes, invulneráveis a sentimentos de apego e não necessitando de relacionamentos próximos. Eles tendem a suprimir seus sentimentos, lidando com a rejeição distanciando-se de seus parceiros de quem eles geralmente têm uma opinião negativa. Finalmente, adultos assustados-evitativos têm sentimentos mistos sobre relacionamentos, tanto desejando quanto sentindo-se desconfortáveis com intimidade emocional. Eles tendem a desconfiar de seus companheiros e enxergam-se como desprezíveis. Como os desapegados-evitativos, os assustados-evitativos tendem a buscar menos intimidade, reprimindo seus sentimentos.

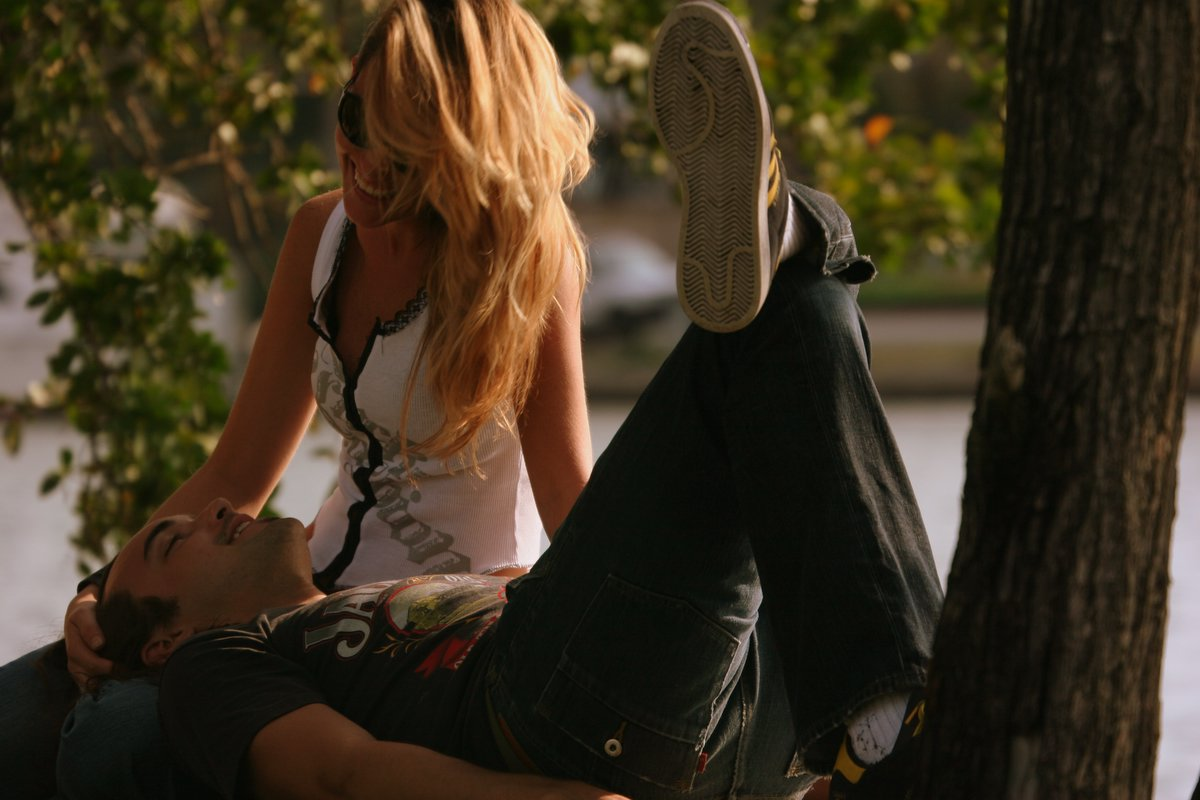
Estilos de apego em relacionamentos românticos adultos correspondem grosseiramente aos estilos de apego em recém-nascidos, mas adultos podem manter diferentes modelos internos de funcionamento para diferentes relacionamentos.

Dois aspectos principais de vinculação em adultos têm sido estudados. A organização e estabilidade dos modelos de funcionamento mental que sustentam os estilos de apego são explorados por psicólogos sociais interessados em vínculos românticos. Psicólogos do desenvolvimento interessados no estado mental do indivíduo com relação ao apego geralmente investigam como funciona o apego na dinâmica do relacionamento e seu impacto no desenlace da relação. A organização de modelos mentais de funcionamento é mais estável enquanto o estado mental do indivíduo com relação ao apego oscila mais. Alguns autores têm sugerido que adultos não mantêm um conjunto único de modelos de funcionamento. Ao invés disso, em um nível eles têm um conjunto de regras e suposições sobre relacionamentos de apego em geral. Em outro nível eles mantêm informação sobre relacionamentos ou eventos específicos. A informação em níveis diferentes não precisa ser consistente. Indivíduos podem, portanto, manter diferentes modelos para cada relacionamento.
Há uma série de diferentes medidas de vinculação em adultos, a mais comum sendo questionários de autorrelato e entrevistas codificadas baseadas na Entrevista de Apego do Adulto. As inúmeras medidas foram principalmente desenvolvidas como ferramentas de pesquisa de, por exemplo, relações amorosas, paternais ou entre pares. Alguns classificam o estado mental de um adulto com relação ao apego e aos seus padrões por referência às experiências de infância, enquanto outros avaliam os comportamentos nas relações e a segurança em relação aos pais e semelhantes.

## História

### Primeiras teorias
O conceito de apego emocional de recém-nascidos aos cuidadores tem sido conhecido informalmente por centenas de anos. A partir do final do século XIX, psicólogos e psiquiatras sugeriram teorias sobre a existência ou natureza dos primeiros relacionamentos. A teoria freudiana inicial tem pouco a dizer sobre o relacionamento da criança com sua mãe, postulando apenas que o peito era um objeto de amor. Freudianos atribuem às tentativas do recém-nascido de ficar perto de uma pessoa conhecida à motivação aprendida através da alimentação e da satisfação de pulsões libidinosas. Na década de 1930, o psicólogo desenvolvimental britânico, Ian Suttie, sugeriu que a necessidade da criança por afeto era uma necessidade primária, e não baseada na fome ou em outras satisfações físicas. William Blatz, um psicólogo canadense e professor de Mary Ainsworth, também destacou a importância de relações sociais para o desenvolvimento. Blatz propôs que a necessidade de segurança era parte normal da personalidade, assim como o uso de outros como uma base segura. Observadores, a partir da década de 1940, focaram na ansiedade exibida por bebês e crianças de colo ameaçadas pela separação de um cuidador familiar.
Outra teoria predominante na época do desenvolvimento da teoria do apego por Bowlby era a teoria da "dependência". Ela propunha que recém-nascidos eram dependentes de cuidadores adultos mas superavam a dependência no decorrer da primeira infância; o comportamento de apego em crianças mais velhas seria, assim, visto como regressivo. A teoria do apego presume que crianças mais velhas e adultos mantêm comportamentos de apego, mostrando-os em situações estressantes. Na verdade, um vínculo seguro é associado com comportamento exploratório ao invés de dependência. Bowlby desenvolveu a teoria do apego como consequência de sua insatisfação com as teorias sobre os primeiros relacionamentos existentes.

### Privação materna
O pensamento inicial da escola psicanalítica da relação de objetos, particularmente de Melanie Klein, influenciou Bowlby. Entretanto, ele discordou profundamente da crença psicanalítica predominante de que as reações dos recém-nascidos relacionam-se com sua vida de fantasia interna ao invés de com os eventos da vida real. Bowlby formulou seus conceitos influenciado por estudos de casos sobre crianças deliquentes e com distúrbios, como os de William Goldfarb, publicados em 1943 e 1945.

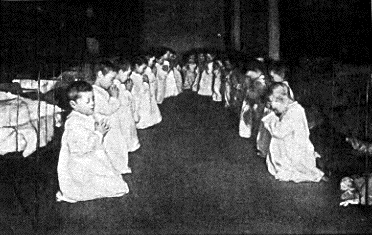
Momento da oração no berçário residencial Five Points House of Industry, 1888. A hipótese de privação materna publicada em 1951 causou uma revolução no uso de berçários residenciais.

  O contemporâneo de Bowlby, René Spitz, observou a tristeza em crianças separadas, propondo que resultados  "psicotóxicos" eram causados por experiências inapropriadas de cuidados prematuros. Uma forte influência foi a obra do psicanalista e assistente social James Robertson, que filmou os efeitos da separação em crianças num hospital. Ele e Bowlby trabalharam em conjunto no filme-documentário de 1952 A Two-Year Old Goes to the Hospital que foi fundamental na campanha para alterar as restrições hospitalares quanto às visitas dos pais.
Em sua monografia de 1951 para a Organização Mundial da Saúde, Cuidado Materno e Saúde Mental, Bowlby apresentou a hipótese de que "o recém-nascido e a criança devem experimentar um relacionamento contínuo, íntimo e cálido com sua mãe (ou mãe substituta permanente) em que ambos podem encontrar satisfação e prazer", cuja falta pode acarretar significativas e irreversíveis consequências para a saúde mental. Este artigo foi publicado também sob o nome Cuidado Infantil e o Crescimento do Amor, para consumo público. A proposição central foi influente mas altamente controversa. Na época, havia dados empíricos limitados e nenhuma teoria abrangente para explicar tal conclusão. Não obstante, a teoria de Bowlby despertou considerável interesse na natureza dos relacionamentos iniciais, dando um forte ímpeto a (nas palavras de Mary Ainsworth) um "grande corpo de pesquisa" em uma área extremamente difícil e complexa. A obra de Bowlby e (os filmes de Robertson) causaram uma revolução virtual em visitas hospitalares por pais, fornecimento hospitalar para a diversão das crianças, necessidades sociais e educacionais e o uso de berçários residenciais. Com o tempo, orfanatos foram abandonados em favor de lares no estilo familiar ou de adoção provisória em países mais desenvolvidos.

### Formulação da teoria
Consequente à publicação de Cuidado Materno e Saúde Mental, Bowlby buscou uma nova compreensão nos campos de biologia evolutiva, etologia, psicologia do desenvolvimento, ciência cognitiva e teoria de sistemas de controle. Ele formulou a proposição inovadora de que mecanismos subjacentes ao laço emocional entre um recém-nascido com seu(s) cuidador(es) emergiu como resultado de pressão evolutiva. Ele começou a desenvolver uma teoria de motivação e controle do comportamento edificada sob a luz da ciência ao invés de sob o modelo psíquico de energia de Freud. Bowlby argumentou que, com a teoria do apego, ele tinha acabado com as "deficiências de dados e a falta de uma teoria para ligar a causa e o efeito" de Cuidado Materno e Saúde Mental.

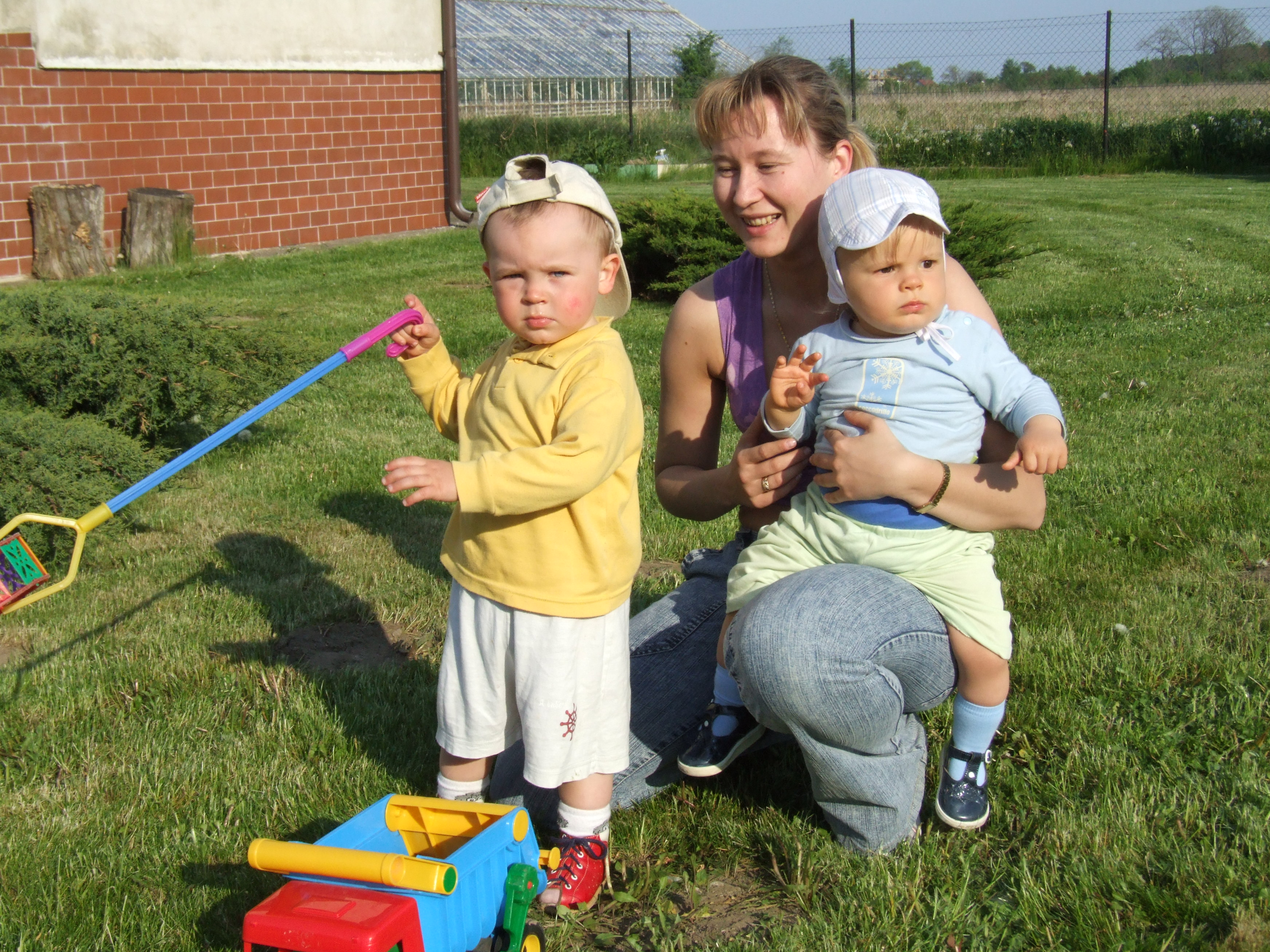
Exploração da curiosidade infantil é maior quando o cuidador está presente; com o cuidador presente, o sistema de apego da criança é relaxado e ele fica livre para explorar.

A origem formal da teoria começou com a publicação de dois artigos em 1958, o primeiro sendo "A Natureza do Vínculo da Crianças com sua Mãe" de Bowlby, em que os conceitos precursores de "apego" foram introduzidos. O segundo foi "A Natureza do Amor" de Harry Harlow. Este último foi baseado em experimentos que mostravam que filhotes de macaco-rhesus pareciam formar um vínculo afetivo com mães adotivas que não ofereciam comida, mas não formavam com mães adotivas que forneciam uma fonte de comida mas eram menos simpáticas ao toque. Bowlby publicou mais dois artigos em seguida: "Ansiedade de Separação" (1960), e "Dor e Luto na Primeira Infância" (1960b). Ao mesmo tempo, sua colega Mary Ainsworth, com as teorias etológicas de Bowlby em mente, estava completando os seus extensos estudos observacionais sobre a natureza de vínculos em bebês, em Uganda. A teoria do apego foi finalmente apresentada em 1969 em "Apego", o primeiro volume da trilogia "Apego e Perda". O segundo e o terceiro volume, "Separação: Ansiedade e Raiva" e "Perda: Tristeza e Depressão" foram apresentados em 1972 e 1980 respectivamente. "Apego" foi revisto em 1982 para incorporar pesquisa posterior.
A teoria do apego veio num momento em que as mulheres estavam reivindicando seus direitos à igualdade e à independência, dando às mães uma nova causa para ansiar. A teoria do apego em si não é específica quanto ao gênero, mas na sociedade ocidental as mães eram, em grande parte, quem assumiam a responsabilidade pelo cuidado da criança em seus primeiros anos. Assim, a falta de cuidados adequados às crianças foi atribuída às mães, apesar da nova organização social que as deixou sobrecarregadas. A oposição à teoria do apego uniu-se em torno desta questão. Feministas já haviam criticado a suposição de que anatomia é destino, que elas viam implícita na hipótese da privação materna.

#### Etologia
A atenção de Bowlby foi direcionada primeiramente à etologia quando ele leu uma publicação em forma de rascunho de Konrad Lorenz em 1952 (embora Lorenz tenha publicado um trabalho anterior). Outras influências importantes foram os etólogos Nikolaas Tinbergen e Robert Hinde. Bowlby, posteriormente, colaborou com Hinde. Em 1953, Bowlby declarou que "o momento é propício para a unificação dos conceitos psicanalíticos com os da etologia e para buscar uma veia rica de pesquisa que esta união sugere". Konrad Lorenz examinou o fenômeno de "cunhagem", um comportamento característico de alguns pássaros e mamíferos que envolve o aprendizado de reconhecimento rápido pelo indivíduo ainda jovem de um objeto comparável ou coespecífico. Depois do reconhecimento, passou a ser uma tendência a seguir.

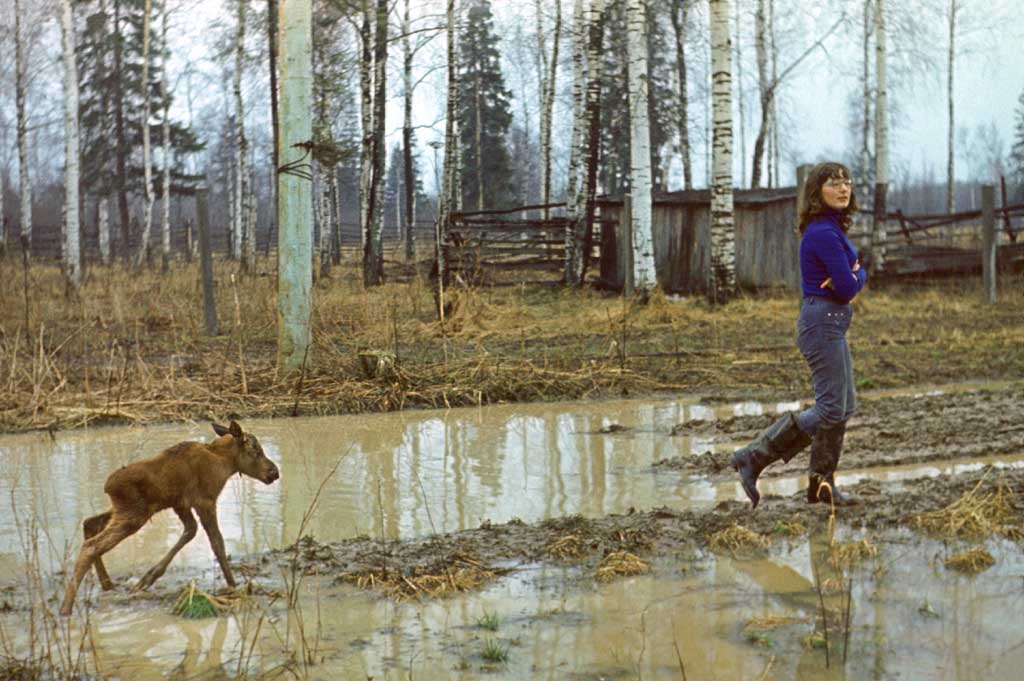
Este alce filhote amamentado por mamadeira desenvolveu um vínculo com seu tratador.

 O aprendizado é possível apenas dentro de uma gama limitada de idade conhecida como período crítico. Os conceitos de Bowlby incluíam a ideia de que o apego envolvia aprender com a experiência durante um período limitado de idade, influenciado pelo comportamento dos adultos. Ele não aplicou o conceito de cunhagem em sua totalidade para o apego humano. No entanto, ele considerou que o comportamento de apego era melhor explicado com instintivo, combinado com o efeito da experiência, sublinhando a disponibilidade que a criança traz para as interações sociais. Com o tempo, tornou-se evidente que havia mais diferenças que similaridades entre a teoria do apego e a cunhagem, então a analogia foi descartada.
Etólogos expressaram preocupação com a adequação de algumas pesquisas em que a teoria do apego foi baseada, sobretudo na generalização para humanos de estudos sobre animais. Schur, discutindo o uso de conceito etológicos por Bowlby (pré-1960), comentou que os conceitos utilizados na teoria do apego não tinham acompanhado as mudanças na etologia em si. Etólogos e outros escritores nas décadas de 1960 e 1970 questionaram e expandiram os tipos de comportamento usados com indicadores de apego. Estudos observacionais em crianças em ambientes naturais forneceram outros comportamentos que podiam indicar apego; por exemplo, ficar a uma distância previsível da mãe sem esforço da parte dela e pegando pequenos objetos, trazendo-os para a mãe, mas não para outros. Embora etólogos tendessem a estar de acordo com Bowlby, eles pressionaram por mais dados, opondo-se a psicólogos que escreviam como se houvesse uma "entidade chamada 'apego', que existe além das medidas observáveis." Robert Hinde considerou o termo "sistema de comportamento de apego" apropriado por não oferecer os mesmos problemas "porque se refere a sistemas de controle postulados que determinam as relações entre diferentes tipos de comportamento."

#### Psicanálise

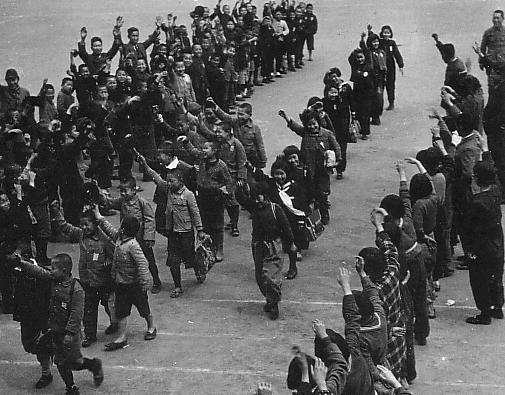
Evacuação de crianças sorridentes em escola japonesa durante a Segunda Guerra Mundial, do livro Road to Catastrophe

Conceitos psicanalíticos influenciaram a visão de Bowlby sobre o apego, em particular as observações feitas por Anna Freud e Dorothy Burlingham de crianças separadas de seus cuidadores durante a Segunda Guerra Mundial. Entretanto, Bowlby rejeitou as explicações psicanalíticas para os vínculos em recém-nascidos, incluindo a "teoria da pulsão" em que a motivação para o apego deriva da satisfação da fome e dos impulsos libidinosos. Ele chamou isto de teoria do "amor interesseiro". Na sua opinião, a psicanálise falhou por não ver o apego como um vínculo psicológico em seu próprio direito, mas sim como um instinto derivado da alimentação ou da sexualidade. Baseado nas ideias primárias de apego e no neodarwinismo, Bowlby identificou o que ele viu como falhas fundamentais na psicanálise. Primeiramente, a ênfase exagerada de perigos internos em vez de ameaça externa. Em segundo lugar, a visão do desenvolvimento da personalidade através de "fases" lineares com "regressão" a pontos fixos que representem aflição psicológica. Ao contrário, ele postulou que inúmeras linhas de desenvolvimento eram possíveis, o resultado de cada uma dependia da interação entre o organismo e o meio ambiente. Quanto ao apego, isto significaria que, embora uma criança em desenvolvimento tenha propensão a formar vínculos, a natureza desses vínculos depende do ambiente em que cada criança está exposta.
Desde o início do desenvolvimento da teoria do apego houve críticas sobre a falta de congruência com vários ramos da psicanálise. As decisões de Bowlby o deixaram aberto à crítica de pensadores consagrados que trabalhavam com problemas similares. Bowlby foi efetivamente banido da comunidade psicanalítica.

#### Modelo interno de funcionamento
Bowlby adotou o importante conceito de modelo interno de funcionamento de relacionamentos sociais da obra do filósofo Kenneth Craik. Craik havia notado a capacidade de adaptação da habilidade do pensamento de predizer eventos. Ele ressaltou o valor de sobrevivência e de seleção natural desta habilidade. De acordo com Craik, ocorre a previsão quando um "modelo em pequena escala" que consiste de eventos cerebrais é usado para representar não apenas o ambiente externo, mas também possíveis ações do próprio indivíduo. Este modelo permite à pessoa experimentar alternativas mentalmente, usando o conhecimento do passado para reagir ao presente e ao futuro. Ao mesmo tempo em que Bowlby estava aplicando as ideias de Craik ao apego, outros psicólogos estavam aplicando estes conceitos à percepção adulta e à cognição.

#### Cibernética
A teoria de sistemas visíveis (cibernética), desenvolvida durante as décadas de 1930 e 1940, influenciou o pensamento de Bowlby. A necessidade da criança pequena de proximidade da figura de apego era vista como um equilíbrio homeostático com a necessidade de exploração. Bowlby comparou este processo à homeostase fisiológica, através da qual, por exemplo, a pressão sanguínea é mantida dentro dos limites. A distância mantida pela criança varia quando o equilíbrio das necessidades é alterado. Por exemplo, a aproximação de um estranho ou uma lesão, faria com que a criança buscasse por proximidade. O objetivo da criança não é um objeto (o cuidador) mas um estado; a manutenção da distância desejada do cuidador depende das circunstâncias.

#### Desenvolvimento cognitivo
A confiança de Bowlby na teoria de desenvolvimento cognitivo de Jean Piaget deu origem a questões sobre a permanência do objeto (a habilidade de lembrar de um objeto que está temporariamente ausente) em comportamentos de apego iniciais. Uma habilidade do recém-nascido de diferenciar estranhos e reagir à ausência da mãe parecia ocorrer meses antes ao que Piaget sugeria que seria cognitivamente possível. Mais recentemente, tem sido notado que a compreensão da representação mental tem avançado tanto desde a época de Bowlby que pontos de vista atuais podem ser mais específicos que os do tempo de Bowlby.

#### Behaviorismo
Em 1969, Gerwitz debateu como mãe e criança poderiam prover-se um ao outro com experiências de reforço positivo através de atenção mútua, e desse modo, aprenderem a ficar juntos e próximos. Esta explicação tornaria desnecessário postular características inatas do ser humano que promovam o apego. A teoria da aprendizagem (behaviorismo) enxergou o apego como um resquício de dependência com a qualidade de vínculo sendo meramente uma resposta aos sinais do cuidador. Behavioristas viam comportamentos como chorar como uma atividade aleatória sem significado até ser consolidado pela reação de um cuidador. Para behavioristas, respostas frequentes resultariam em mais choro. Para os teóricos do apego, chorar é um comportamento de apego inato ao qual o cuidador deve responder se a criança está a desenvolver a segurança emocional. Respostas conscientes produzem segurança que aumenta a autonomia, o que resulta em menos choro. A pesquisa de Ainsworth em Baltimore apoiou a posição dos teóricos do apego.
Behavioristas geralmente discordam desta interpretação. Embora usem uma escala de análise diferente, eles afirmam que comportamentos de recém-nascidos como protesto contra separação resulta, principalmente, de experiências de condicionamento operante de aprendizado. Quando uma mãe é instruída a ignorar o choro e reage apenas ao comportamento lúdico, o bebê para de protestar e engaja-se em repetir o comportamento lúdico. A "ansiedade da separação" que resulta de tais interações é vista como um comportamento aprendido, derivada de contingentes fora de lugar. Tais contingentes podem representar a ambivalência por parte do pai ou da mãe, que é, então, exaurida no condicionamento operante. Behavioristas veem o apego mais como um fenômeno de sistemas do que como uma predisposição biológica. O grupo de Patterson mostrou que, em ambientes incertos, a falta de relacionamentos contingentes pode acarretar problemas em vínculos e na sensibilidade a contingências. Na última década, analistas do comportamento têm construído modelos de apego baseados na importância de relacionamentos contingentes. Estes modelos analíticos de comportamento têm recebido algum apoio de pesquisas e revisões meta-analíticas.

#### Desenvolvimentos
Com o progresso da formulação da teoria do apego, houve críticas ao suporte empírico da teoria. Possíveis explicações alternativas para os resultados de pesquisas empíricas foram propostas. Algumas das interpretações de Bowlby dos dados de James Robertson foram rejeitadas pelo pesquisador quando ele apresentou dados de 13 crianças tratadas em circunstâncias ideais ao invés de em circunstâncias institucionais sobre a separação de suas mães. No segundo volume da trilogia, Separação, Bowlby reconheceu que o estudo de Robertson fez com que ele mudasse suas opiniões sobre as consequências traumáticas da separação, sobre as quais tem sido dada gravidade insuficiente à influência de cuidado especializado por um substituto conhecido. Em 1984, Skuse firmou suas críticas no trabalho de Anna Freud com crianças de Theresienstadt, que, aparentemente, desenvolveram-se de forma relativamente normal, apesar de grave privação em seus primeiros anos. Ele concluiu que havia um prognóstico excelente para crianças que haviam passado por essa experiência, a menos que houvesse fatores de risco biológicos ou genéticos.
Os argumentos de Bowlby de que até mesmo bebês muito novos eram criaturas sociais e protagonistas na criação de relacionamentos com seus pais levaram algum tempo para serem aceitos. Assim também ocorreu com a ênfase de Ainsworth sobre a importância e primazia de sintonia materna para desenvolvimento psicológico (um ponto também defendido por Donald Winnicott). Na década de 1970, Daniel Stern realizou uma pesquisa sobre o conceito de sintonia entre recém-nascidos muito novos e cuidadores, usando microanálise de evidência de vídeo. Esta pesquisa contribuiu significavamente para a compreensão da complexidade das interações entre recém-nascido/cuidador como uma parte integral do desenvolvimento emocional e social de um bebê.

Na década de 1970, problemas com a visualização da vinculação como um traço (característica estável de um indivíduo) ao invés de como um tipo de comportamento com funções e resultados organizados, levaram alguns autores à conclusão de que comportamentos de apego eram melhor entendidos em termos de suas funções na vida da criança. Esta maneira de pensar viu o conceito da base segura como central para a teoria do apego, e lógica, coerência e status como uma construção organizacional. Seguindo este argumento, a suposição de que o vínculo é expresso de forma idêntica em todos os seres humanos interculturalmente foi examinada. A pesquisa mostrou que, embora houvesse diferenças culturais, os três padrões básicos (seguro, evitativo e ambivalente) puderam ser encontrados em todas as culturas em que os estudos foram realizados, até mesmo onde acomodações comunitárias eram norma.

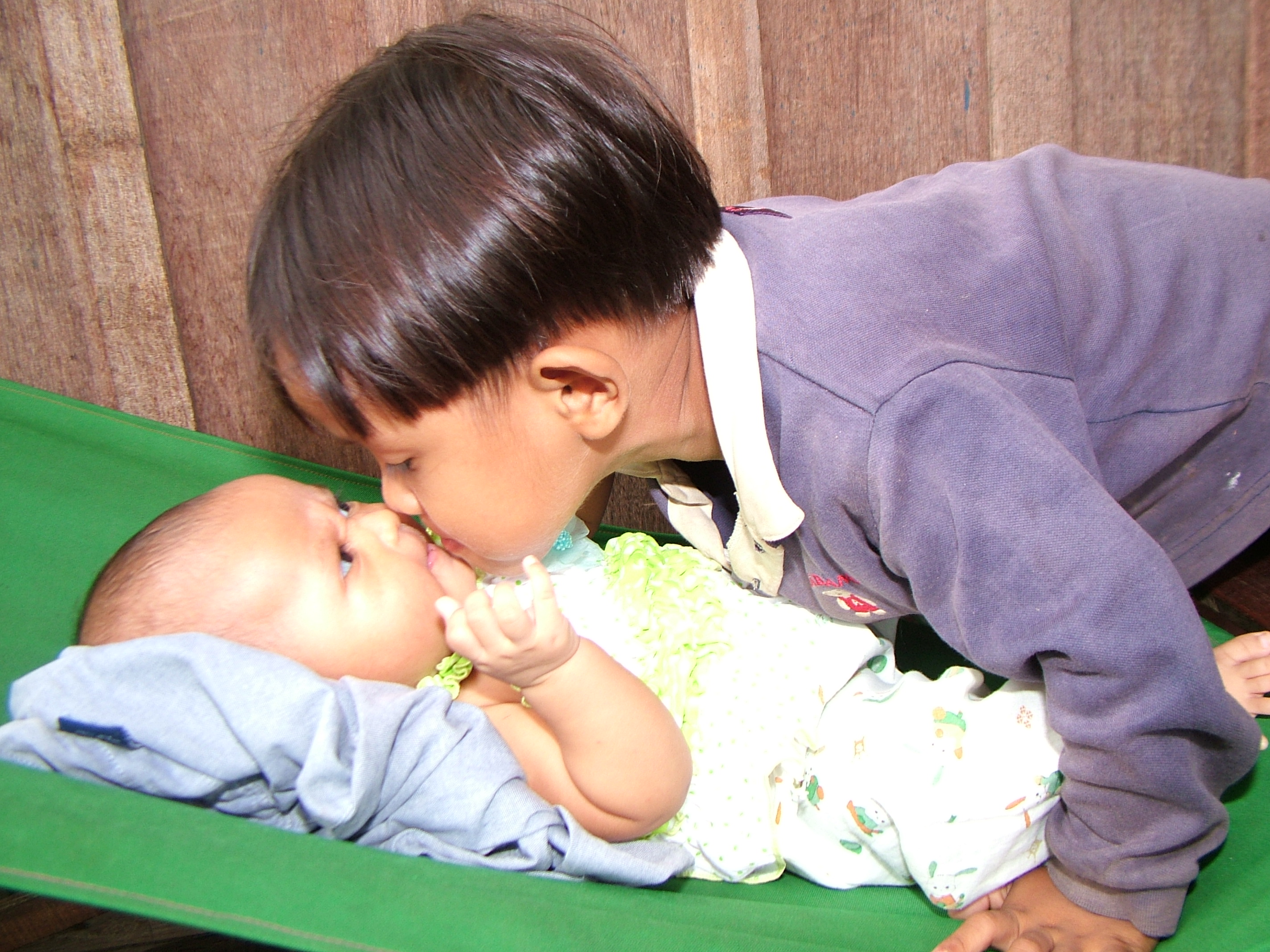
Pesquisas indicam que as distribuições dos padrões de apego são consistentes entre culturas, porém a maneira em que o apego é expresso pode ser diferente.

A seleção do padrão seguro é encontrada na maioria das crianças entre as culturas estudadas. Isso decorre logicamente do fato de que a teoria do apego proporciona aos recém-nascidos adaptarem-se a mudanças no ambiente, selecionando estratégias ideais de comportamento. A maneira como o apego é expresso mostra as variações culturais que precisam ser verificadas antes que estudos possam ser realizados; por exemplo, crianças gusii são recebidas com um aperto de mão ao invés de um abraço. Crianças gusii sob o padrão seguro antecipam e buscam por este contato. Existem, também, diferenças na distribuição de padrões inseguros baseadas em diferenças culturais na criação dos filhos.
O maior desafio para a noção da universalidade da teoria do apego veio de estudos realizados no Japão, onde o conceito de amae desempenha um papel proeminente na descrição de relações familiares. Argumentos giravam em torno da adequação do uso do procedimento de Situação Estranha onde amae é praticada. Em última análise, a pesquisa tendia a confirmar a hipótese de universalidade da teoria do apego. Mais recentemente, um estudo de 2007, realizado em Sapporo, no Japão, encontrou distribuições consistentes de apego de acordo com normas globais utilizando o sistema de pontuação para classificação do apego de Main e Cassidy para crianças de seis anos.
Críticos da década de 1990 como J. R. Harris, Steven Pinker e Jerome Kagan estavam geralmente preocupados com o conceito de determinismo infantil (inato ou adquirido), salientando os efeitos da experiência tardia na personalidade. Com base na obra de Stella Chess sobre temperamento, Kagan rejeitou quase todas as hipóteses em que a etiologia da teoria do apego era baseada. Ele argumentou que a hereditariedade era muito mais importante que os efeitos transitórios do ambiente inicial. Por exemplo, uma criança com um temperamento difícil não iria provocar respostas comportamentais sensíveis de um cuidador. O debate gerou muitas pesquisas e análises de dados de um número crescente de estudos longitudinais. Pesquisas posteriores não confirmaram o argumento de Kagan, demonstrando amplamente que é o comportamento do cuidador que forma o estilo de apego da criança, porém como este estilo é expresso pode variar com o temperamento. Harris e Pinker apresentaram a noção de que a influência dos pais tinha sido muito exagerada, argumentando que a socialização ocorreria principalmente em grupos de pares. H. Rudolph Schaffer concluiu que pais e pares têm funções diferentes, cumprindo papéis distintos  no desenvolvimento das crianças.

## Desenvolvimentos recentes
Considerando que Bowlby foi inspirado pelas ideias de Jean Piaget sobre o pensamento das crianças, os atuais estudiosos da teoria utilizam pensamentos da literatura contemporânea em conhecimento implícito, teoria da mente, memória autobiográfica e representação social. Os psicanalistas/psicólogos Peter Fonagy e Mary Target têm tentado aproximar a teoria do apego e a psicanálise através da ciência cognitiva como mentalização. Mentalização, ou teoria da mente, é a capacidade dos seres humanos de adivinhar com alguma precisão quais pensamentos, emoções e intenções estão por trás de comportamentos tão sutis quanto expressões faciais. Esta conexão entre a teoria da mente e o modelo interno de funcionamento pode abrir novas áreas de estudo, levando a alterações na teoria do apego. Desde o final da década de 1980, tem havido uma reaproximação entre a teoria do apego e a psicanálise, baseada num campo em comum, conforme elaborado por pesquisadores e teóricos do apego, e uma mudança no que psicanalistas consideram central para a psicanálise. Os modelos da relação entre objetos que a necessidade autônoma por um relacionamento têm tornado dominantes estão ligados a um crescente reconhecimento dentro da psicanálise da importância do desenvolvimento infantil no contexto das relações e representações internalizadas. A psicanálise tem reconhecido a natureza formativa de um ambiente em que a criança precocemente se desenvolve, incluindo a questão do trauma de infância. Uma exploração psicanalítica baseada no sistema de apego e uma abordagem de acompanhamento clínico emergiu junto com o reconhecimento da necessidade de medição dos resultados das intervenções. 

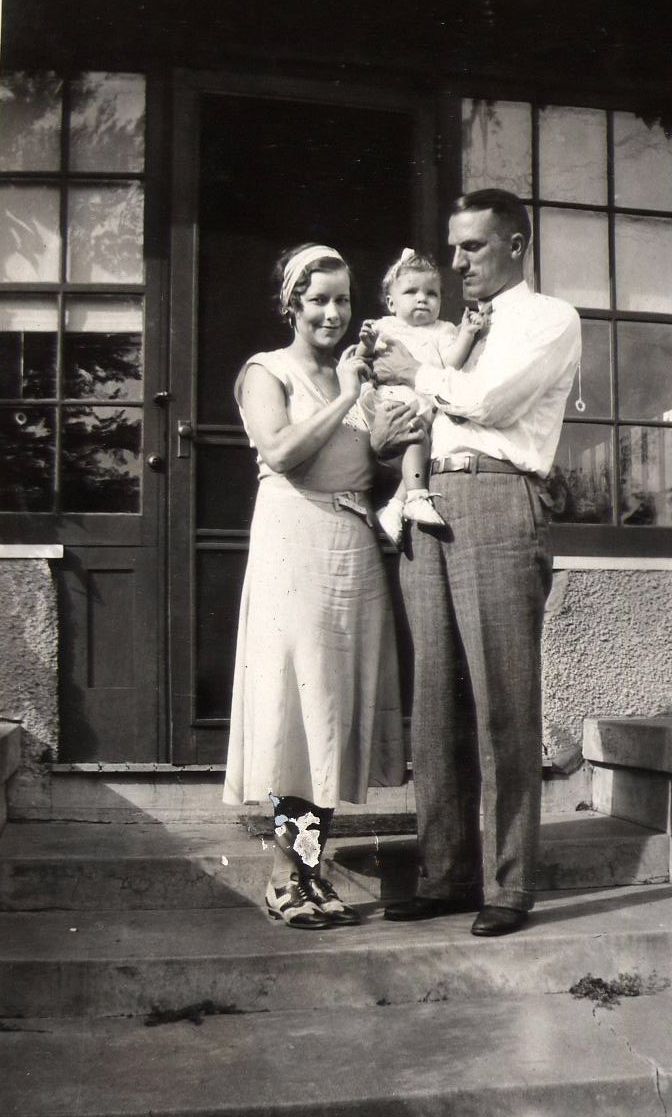
Considerando o vínculo em culturas não ocidentais, autores têm notado uma conexão da teoria do apego com padrões da família ocidental e de cuidado infantil característicos da época de Bowlby.

Um foco de pesquisa tem sido as dificuldade de crianças cuja história de apego foi precária, incluindo aquelas com extensas experiências de cuidado não paternal. A preocupação com os efeitos do cuidado infantil durante a então chamada "guerra das creches" do final do século XX, durante a qual alguns autores ressaltaram os efeitos perniciosos das creches. Como resultado desta controvérsia, a formação de profissionais de cuidados infantis tem procedido a salientar questões de vínculo afetivo, incluindo a necessidade da construção de um relacionamento pela designação de uma criança a um cuidador específico. Apesar de apenas organizações de cuidados infantis de alto padrão serem capazes de proporcionar isto, atualmente mais recém-nascidos nessas condições recebem cuidados propícios a apego do que no passado.
Outra área significante de pesquisa e desenvolvimento tem sido a conexão entre padrão de apego problemático, particularmente o apego desorganizado, e o risco de futuras psicopatologias. Uma terceira área tem sido o efeito sobre o desenvolvimento infantil de pouca ou nenhuma oportunidade de formar quaisquer vínculos em seus primeiros anos. Um experimento natural permitiu um estudo extenso sobre questões de apego, quando pesquisadores acompanharam milhares de orfãos romenos adotados por famílias ocidentais após o fim do regime de Nicolae Ceauşescu. A Equipe de Estudo de Adotados Ingleses e Romenos, liderada por Michael Rutter, acompanhou algumas das crianças até a adolescência, tentando desvendar os efeitos de apego precário, adoção, novas relações, problemas físicos e médicos associados ao início de suas vidas. Os estudos sobre essas crianças adotadas, cujas condições iniciais eram chocantes, renderam razão para otimismo, pois muitas das crianças desenvolveram-se muito bem. Os pesquisadores notaram que a separação de pessoas familiares é apenas um de muitos fatores que ajudam a determinar a qualidade do desenvolvimento. Embora as taxas mais elevadas de padrões atípicos de apego inseguro tenham sido encontradas nos nativos e nos recém-adotados, 70% das crianças adotadas mais tarde não apresentaram comportamentos graves ou nítidos de distúrbio de apego.
Considerando o vínculo em culturas não ocidentais, autores têm notado uma conexão da teoria do apego com padrões da família ocidental e de cuidado infantil característicos da época de Bowlby. Assim como a experiência das crianças quanto ao cuidado muda, também muda quanto às experiências relacionadas ao apego. Por exemplo, mudanças de atitudes em relação à sexualidade feminina têm aumentado bastante o número de crianças que vivem com mães solteiras ou que são cuidadas fora de casa enquanto suas mães trabalham. Esta mudança social tornou mais difícil para pessoas sem filhos adotarem recém-nascidos em seus próprios países. Tem havido um aumento no número de adoções de crianças mais velhas e de fontes de países em desenvolvimento. Adoções e nascimentos por casais do mesmo sexo têm aumentado em número e ganhado proteção jurídica, comparado à condição na época de Bowlby. Questões foram levantadas no sentido de que o modelo diádico característico da teoria do apego não pode lidar com a complexidade das experiências sociais da vida real, pois os recém-nascidos têm, muitas vezes, múltiplas relações dentro da família e em ambiente de cuidado infantil. Sugere-se que essas múltiplas relações influenciam um ao outro reciprocamente, pelo menos dentro de uma família.
Os princípios da teoria do apego têm sido usados para explicar comportamentos sociais de adultos, incluindo acasalamento, dominância social e estruturas hierárquicas de poder, coalizões de grupos, e negociação de reciprocidade e justiça. Aquelas explicações têm sido utilizadas para projetar a formação em cuidado paternal, e têm sido particularmente bem sucedidas no projeto de programas de prevenção de abuso.

## Biologia do apego
A teoria do apego propõe que a qualidade do cuidado do principal cuidador, pelo menos, é a chave para o apego seguro ou inseguro. Além de estudos longitudinais, tem havido pesquisas psicofisiológicas sobre a biologia do apego. As pesquisas começaram a incluir genética comportamental e conceitos de temperamento. Geralmente, temperamento e apego constituem diferentes domínios de desenvolvimento, mas aspectos de ambos contribuem para uma gama de resultados tanto inter quanto intrapessoais. Alguns tipos de temperamento podem fazem alguns indivíduos suscetíveis ao estresse de relacionamentos imprevisíveis ou hostis com cuidadores nos primeiros anos. Na ausência de cuidadores disponíveis e sensíveis, parece que algumas crianças são particularmente vulneráveis ao desenvolvimento de distúrbios de apego.
Em pesquisas psicofisiológicas sobre o apego, as duas principais áreas estudadas têm sido reações autônomas, tais como frequência cardíaca ou respiração, e a atividade do eixo hipotálamo-pituitária-adrenal. Reações psicológicas de recém-nascidos foram medidas durante o procedimento de Situação Estranha, procurando diferenças individuais no temperamento infantil e na medida em que o apego age como um moderador. Há alguma evidência de que a qualidade do cuidado molda o desenvolvimento dos sistemas neurológicos que regulam o estresse. Estes resultados coadunam-se com a capacidade de iniciar comportamentos de exploração, que as crianças com uma vinculação segura geralmente demonstram.
Outra questão é o papel de fatores genéticos inerentes na formação de vínculos: por exemplo, um tipo de polimorfismo do gene receptor D2 de dopamina tem sido associado ao apego ansioso e outro gene receptor 5-HT de serotonina, com apego evitativo. Isto sugere que a influência dos cuidados maternos sobre a segurança do apego não é a mesma para todas as crianças. Uma base teórica para isso é que faz sentido, biologicamente falando, para crianças, variar em suas suscetibilidades à influência da criação.

## Aplicações práticas
Como uma teoria de desenvolvimento socioemocional, a teoría do apego tem implicações e aplicações práticas em política social, decisões sobre o cuidado e bem-estar de crianças e saúde mental.

### Políticas no cuidado de crianças
Políticas sociais em relação ao cuidado das crianças foram a força motriz do desenvolvimento da teoria do apego de Bowlby. A dificuldade reside na aplicação de conceitos de apego à política e à prática. Isto ocorre porque a teoria enfatiza a importância de continuidade e sensibilidade em relacionamentos de cuidado ao invés de uma abordagem behaviorista de estímulo ou reforço dos comportamentos da criança. Em 2008, Charles H. Zeanah e colegas afirmaram que "apoiar os primeiros relacionamentos entre pais e filhos é uma meta cada vez mais importante dos profissionais de saúde mental, provedores de serviços da comunidade e formuladores de políticas (...) A teoria do apego e pesquisa têm gerado importantes descobertas sobre o desenvolvimento infantil e estimulado a criação de programas para apoiar os primeiros relacionamentos entre pais e filhos ".
Historicamente, a teoria tem significantes implicações políticas para crianças hospitalizadas ou institucionalizadas, e para aquelas em creches de má qualidade. Há controvérsias sobre se o cuidado não materno, particularmente em ambientes de grupo, tem efeitos perniciosos no desenvolvimento social. É evidente a partir de pesquisas que cuidado de má qualidade  traz riscos, mas que aqueles que vivenciam cuidado alternativo de boa qualidade lidam bem, embora seja difícil fornecer cuidado individualizado de boa qualidade em ambientes de grupo.
A teoria do apego também pode orientar decisões tomadas no serviço social e em processos judiciais sobre acolhimento familiar ou outras colocações. Considerando as necessidades de apego da criança, a teoria pode ajudar a determinar o nível de risco apresentado por opções de posicionamento. Dentro da esfera da adoção, a mudança de adoções "fechadas" para "abertas" e a importância da busca pelos pais biológicos seria esperado com base na teoria do apego. Muitos pesquisadores no campo foram fortemente influenciados por ela.

### Prática clínica em crianças
Embora a teoria do apego tenha se tornado uma grande teoria científica de desenvolvimento socioemocional com uma das mais amplas e profundas linhas de pesquisa da psicologia moderna, ela havia sido, até recentemente, menos usada na prática clínica que teorias com menor suporte empírico.

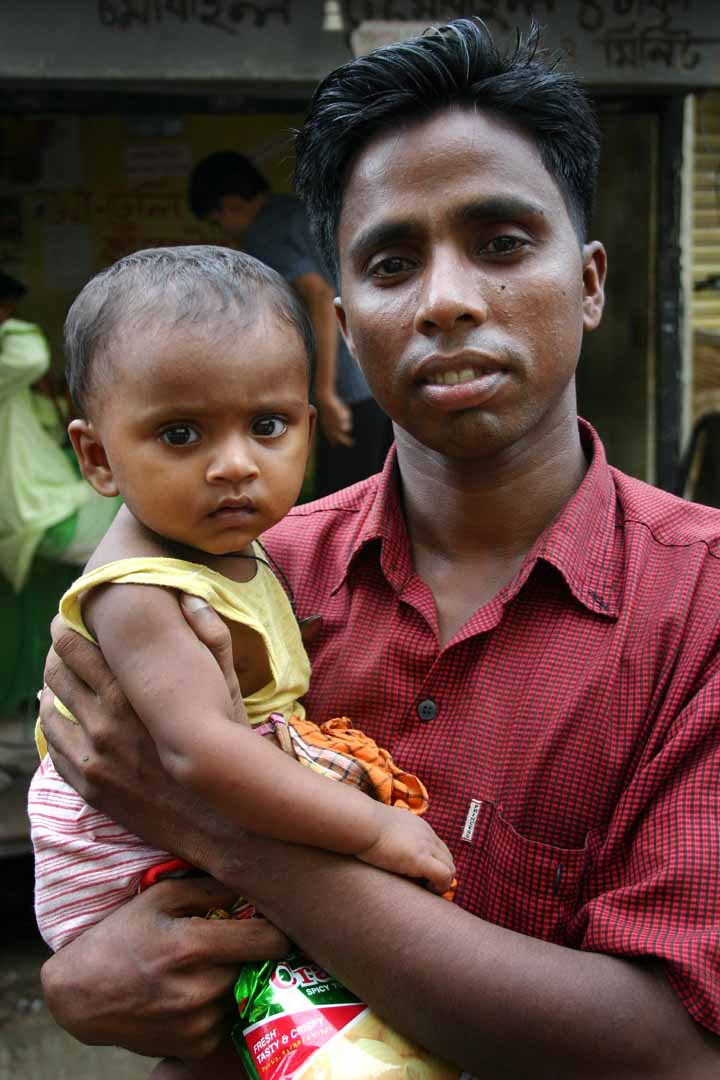
Nos primeiros meses de vida, bebês irão direcionar comportamentos de apego a qualquer um que esteja próximo. Conforme o apego se desenvolve, assim também a cautela com estranhos.

Isto pode ter ocorrido em parte devido à falta de atenção à aplicação clínica pelo próprio John Bowlby e em parte aos significados mais amplos da palavra 'apego' usada entre os profissionais. Também é uma possível causa a associação equivocada da teoria do apego com as intervenções pseudocientíficas erroneamente conhecidas como "terapia do apego".

#### Prevenção e tratamento
Em 1988, Bowlby publicou uma série de palestras indicando como a teoria do apego poderia ser usada na compreensão e no tratamento dos distúrbios da criança e da família. Seu foco de mudança eram os modelos internos de funcionamento, os comportamentos e o relacionamento dos pais com um interventor terapêutico. Pesquisas em curso têm levado a um número de tratamentos individuais e programas de prevenção e intervenção. Eles variam de terapia individual a programas de saúde pública para intervenções destinadas a famílias de acolhimento. Para recém-nascidos e crianças novas, o foco está no aumento da receptividade e da sensibilidade do cuidador ou, se isto não for possível, colocar a criança com um cuidador diferente. Invariavelmente é incluída uma avaliação do estado de apego ou das respostas do cuidador, porquanto o apego é um processo de duas vias, envolvendo o comportamento de apego e a resposta do cuidador. Alguns programas são destinados a famílias de acolhimento porque geralmente os comportamentos de apego de recém-nascidos ou de crianças com dificuldades de vinculação não obtêm respostas apropriadas do cuidador.

#### Transtorno de apego e transtorno de apego reativo
"Distúrbio de apego" é um termo ambíguo, que pode ser usado para se referir ao distúrbio de apego reativo ou aos estilos de apego inseguro mais problemáticos (embora nenhum destes sejam distúrbios clínicos). Também pode ser usado para se referir aos novos sistemas de classificação propostos por teóricos da área, e é usado dentro da terapia do apego como uma forma de diagnóstico. Constatou-se que uma das novas classificações propostas, a "distorção da base segura", é associada com a traumatização do cuidador.
Um padrão de apego atípico é considerado um distúrbio real, conhecido como transtorno de apego reativo, o qual é um reconhecido diagnóstico psiquiátrico (CID-10 F94.1/2 e DSM-IV-TR 313.89). A principal característica do distúrbio de apego reativo é um relacionamento social inapropriado e marcadamente perturbado na maioria dos contextos, que começa antes dos cinco anos de idade, associado ao cuidado patológico bruto. Existem dois subtipos, um refletindo um padrão de apego desinibido, e outro inibido. Esta não é uma descrição de estilos de apego inseguros, porém aqueles estilos problemáticos podem ser; ao invés disso, denota uma falta de comportamentos de apego apropriados à idade que equivale a um distúrbio clínico.

### Prática clínica em adultos e famílias
Como a teoria do apego oferece uma visão ampla e de longo alcance do funcionamento humano, ela pode enriquecer a compreensão de um terapeuta sobre seus pacientes, bem  como a relação terapêutica, ao invés de de ditar uma forma particular de tratamento. Algumas formas de terapia para adultos baseada na psicanálise — dentro da psicanálise relacional e de outras abordagens — também incorporam a teoria do apego e seus padrões. Na primeira década do século XXI, os conceitos-chave do apego foram incorporados aos modelos de terapia de casal comportamental existentes, à terapia de família multidimensional e à terapia familiar. Intervenções centradas especificamente no apego têm sido desenvolvidas, tais como terapia familiar baseada no apego e terapia focada nas emoções (EFT).
A teoria do apego e pesquisas lançaram bases para o desenvolvimento da compreensão de "mentalização" ou funcionamento reflexivo e sua presença, ausência ou distorção em psicopatologia. A dinâmica de uma organização do apego de um indivíduo e sua capacidade para mentalização podem desempenhar um papel crucial na capacidade de ele ser ajudado pelo tratamento.